# Stanisław Mroczka
Stanisław Mroczka (ur. 29 sierpnia 1925 w Kożuchowie, zm. 31 lipca 1983 w Warszawie) – generał brygady Wojska Polskiego.

## Życiorys
Od 1943 pracował jako robotnik budowlany. W roku 1946 zdał egzamin maturalny. W tym samym roku został powołany do służby wojskowej z przydziałem do 55 pułku piechoty. Ukończył kurs sanitarno-weterynaryjny, a następnie w 1947 rozpoczął kurs lektorski w Oficerskiej Szkole Polityczno-Wychowawczej w Łodzi. Awans na pierwszy stopień oficerski otrzymał 14 grudnia 1947, obejmując stanowisko wykładowcy w 2 Berlińskim Pułku Piechoty w Legionowie.
30 października 1950 został zastępcą dowódcy 54 pułku piechoty w Mrągowie, a w październiku 1951 zastępcą dowódcy ds. politycznych 1 Warszawskiej Dywizji Piechoty. W latach 1961-1964 był słuchaczem Akademii Sztabu Generalnego WP w Rembertowie. W sierpniu 1964 objął stanowisko dowódcy 42 Pułku Zmechanizowanego w Żarach.
W latach 1968-1970 był słuchaczem Akademii Sztabu Generalnego Sił Zbrojnych ZSRR im. Woroszyłowa w Moskwie. Przez trzynaście lat pełnił służbę na stanowisku szefa Zarządu X Mobilizacji i Uzupełnień SG WP. We wrześniu 1980 przeszedł w stan spoczynku. Zmarł nagle w Warszawie. Pochowany w Dobrzechowie nad Wisłokiem.

## Awanse
- kapitan – 1951
- pułkownik – 1961
- generał brygady – 1968

## Odznaczenia
- Krzyż Kawalerski Orderu Odrodzenia Polski (1958)
- Krzyż Oficerski Orderu Odrodzenia Polski (1968)
- Order Sztandaru Pracy II klasy (1973)
- Srebrny Krzyż Zasługi
- Złoty Medal "Siły Zbrojne w Służbie Ojczyzny"
- Srebrny Medal "Siły Zbrojne w Służbie Ojczyzny"
- Brązowy Medal "Siły Zbrojne w Służbie Ojczyzny"
- Srebrny Medal "Za Zasługi dla Obronności Kraju"
- Medal Komisji Edukacji Narodowej (1977)[1]